# Simon Francis (voetballer, 2005)
Simon Francis (26 april 2005) is een Belgisch voetballer die sinds 2024 uitkomt voor MVV Maastricht.

## Clubcarrière
Francis maakte in 2024 de overstap van STVV, waar hij bij de beloften speelde en al met het eerste elftal meetrainde, voor de Nederlandse eerstedivisionist MVV Maastricht. Op 13 oktober 2024 maakte hij zijn officiële debuut voor het eerste elftal van MVV: in de competitiewedstrijd tegen VVV-Venlo (2-0-zege) liet trainer Edwin Hermans hem in de 85e minuut invallen voor Bryan Smeets. Na drie invalbeurten, waaronder een kort voor de rust tegen Jong FC Utrecht op 4 november, kreeg hij op 22 november 2024 tegen FC Dordrecht zijn eerste basisplaats in de Keuken Kampioen Divisie.
In februari 2025 werd zijn contract bij MVV opengebroken tot medio 2027 met optie op een extra jaar.

## Clubstatistieken
| Seizoen         | Club            | Land               | Competitie      | Competitie | Competitie | Beker | Beker | Supercup | Supercup | Europees | Europees | Totaal | Totaal |
| Seizoen         | Club            | Land               | Competitie      | Wed.       | Dlp.       | Wed.  | Dlp.  | Wed.     | Dlp.     | Wed.     | Dlp.     | Wed.   | Dlp.   |
| --------------- | --------------- | ------------------ | --------------- | ---------- | ---------- | ----- | ----- | -------- | -------- | -------- | -------- | ------ | ------ |
| 2024/25         | MVV Maastricht  | Vlag van Nederland | Eerste divisie  | 13         | 0          | 1     | 0     | —        | —        | —        | —        | 14     | 0      |
| Carrière totaal | Carrière totaal | Carrière totaal    | Carrière totaal | 13         | 0          | 1     | 0     | 0        | 0        | 0        | 0        | 14     | 0      |

Bijgewerkt op 2 maart 2025.
1 Lambrix ·
4 Coomans ·
5 Smeets  ·
6 El Basri ·
7 Mmaee ·
8 Van Dessel ·
9 Braken ·
10 Slegers ·
11 Buifrahi ·
12 Matthys ·
14 Penders ·
16 Librici ·
17 Kassimi ·
18 El Hari ·
20 Francis ·
21 Esajas ·
23 Op De Beeck ·
23 Roland ·
24 Sangen ·
25 Tehubyuluw ·
26 Hofland ·
27 Foubert ·
28 Amgar ·
29 Silva Timas ·
31 Kleinen ·
32 Zeegers ·
33 Zaian ·
34 Schenk ·
38 Klaasen ·
39 Sy ·
Coach: Hermans
· Assistent-coach: Heymans
· Keeperstrainer: Oste